# Little Earthquakes
Little Earthquakes ist das Solo-Debütalbum von Tori Amos, das im Januar 1992 bei Atlantic Records (innerhalb USA) und WEA International (außerhalb USA) veröffentlicht wurde. Produzenten waren Davitt Sigerson, Amos, Eric Rosse und Ian Stanley.

## Produktion
Als Amos nach einer Pause nach dem Misserfolg von Y Kant Tori Read wieder anfing, Klavier zu spielen, war es für sie, als ob sie sich daran erinnere, wer sie sei; sie habe sich wiedergefunden. Sie mietete ein altes Klavier und begann einfach zu schreiben, was sie fühlte, und daraus wurde Little Earthquakes.
Ein Demo mit den meisten Stücken des späteren Albums – introspektive, von Klavier begleitete Balladen  – hatte Amos 1990 an Atlantic Records geschickt. Dort tat man sich schwer mit Tracklisting, Auswahl der Singles und Wahl des Produzenten – beteiligt wurden Davitt Sigerson in Los Angeles, dem Ian Stanley (Tears for Fears) in London und Amos’ Freund Eric Rosse folgten. Der damalige CEO von Atlantic, Doug Morris, schlug sogar vor, das Klavier auf den Aufnahmen ganz zu entfernen. Amos vereinbarte mit ihm, dass sie vier weitere Songs einreichen würde, bei denen das Klavier nicht im Mittelpunkt steht, sondern die mehr auf Synthesizern basieren, und dann würden sie erneut miteinander reden. Nachdem Amos den Song Me And A Gun geschrieben hatte und andeutete, dass eine andere Plattenfirma an ihrem Material interessiert sei, lenkte Atlantic ein.
Sigerson, der bereits The Bangles und Olivia Newton-John erfolgreich produzieren konnte, produzierte sechs der Titel im Frühjahr 1990 in den Capitol Studios in Hollywood, vier Songs wurden später von Amos und Rosse produziert, und zwei Titel wurden von Stanley produziert. So ist dann auch auf den meisten Stücken nur zu erahnen, dass diese ursprünglich als reine Klavier-Performance komponiert wurden. Little Earthquakes hatte nichts mit dem zu tun hatte, was zu dieser Zeit gespielt wurde, vor allem nicht im modernen Mainstream-Rockradio.
Die Dreharbeiten für das Albumcover von Little Earthquakes, die gleichzeitig mit dem Video zu Silent All These Years stattfanden, trugen dazu bei, eine Identität für das Produkt zu schaffen und das Image der neuen Tori mit ihren Pastellfarben und Hippie-Frisur zu etablieren.
Von Januar bis November 1992 war Amos mit Little Earthquakes auf ausgedehnter Welttour.

## Songs
Crucify handelt von einer bitteren Erinnerung an eine Kindheit, die von der Last der katholischen Schuld geprägt war. Der Text stößt den Stiefel ins Gesicht der organisierten Religion, aber Amos schimpft auch über sich selbst, weil sie unter deren Macht steht. In Girl stellt sich Amos als Heldin von Sylvia Plaths The Bell Jar vor, die die Erwartungen der Gesellschaft mit ihren eigenen in Einklang bringt. In ähnlicher Weise sucht sie in Silent All These Years im Stimmengewirr der anderen nach ihrer eigenen Stimme. Es geht darum, all die kleinen Unannehmlichkeiten des Lebens zu ertragen, die einem aber nichts ausmachen. Es ist ein dichter, undurchdringlicher und doch fesselnder Song, der Amos zu Recht ihren ersten Charteinstieg bescherte.
Auf Precious Things ist der Einfluss der Band Led Zeppelin zu hören – nicht nur in Amos’ markerschütternden Schreien, die an Robert Plant in Immigrant Song erinnern, sondern auch in ihrem rasenden Klavierspiel, das die begleitenden E-Gitarren des Songs nachahmt. In Winter und Mother rennt sie abwechselnd in die Arme ihrer Eltern und sträubt sich gegen deren Ideale, wer sie sein sollte. Happy Phantom handelt von der furchtlosen Umarmung des Todes. In Tear In Your Hand wird gefragt: Wenn einem das, wovor man sich am meisten gefürchtet hat, widerfährt und man feststellt, dass man immer noch da ist, was dann? Schon das Aufstehen kann ein großer Sieg sein, und eine einzige Träne kann alle Kraft der Welt haben.
Me and a Gun erzählt A capella die Geschichte des Überlebens einer Vergewaltigung. Den Song schrieb Amos nach dem Anschauen des Films Thelma & Louise. Amos selbst erzählte 1992 in einem Interview, dass sie dieses spezielle Thema sechs Jahre lang verdrängt habe, und während sie den Song schrieb, sei sie von dem Trauma und der Euphorie gefangen und endlich in der Lage gewesen, darüber zu weinen.

## Rezeptionen
Little Earthquakes ist mit über zwei Millionen verkauften Exemplaren das erfolgreichste Album von Tori Amos. Das Album verkaufte sich nicht nur gut, es erhielt auch Lob von Musikkritikern.
Barry Walters meinte in Pitchfork, dass das Album ein abwechselnd kokettes und erschütterndes Werk sei, das widerborstige Wahrheiten und symphonische Höhenflüge nebeneinander stelle; es sei lyrisch nuanciert und harmonisch ausgefeilt, und zwar genau zu dem Zeitpunkt, als Grunge den Rock in eine rohe und brutale Richtung lenkte, was Amos’ Leistung noch bemerkenswerter mache.
Jean Rosenbluth schrieb in der Los Angeles Times, Amos habe ein quijotisches, fesselndes Album vorgelegt, das die intelligente Sinnlichkeit von Kate Bush mit der provokativen Undurchdringlichkeit von Mary Margaret O’Hara verbinde.
Josef Woodard meinte im Rolling Stone, die Songs der Newcomerin Tori Amos seien intelligent, melodisch und dramatisch. Sie strebe nach einem delikaten Gleichgewicht zwischen dem Erdigen und dem Ätherischen und wechsle von einer flüsternden Schüchternheit zu einer vollkehligen Ernsthaftigkeit (manchmal zu viel) und einem zitternden, vibrierenden Gebrüll.
Steve Huey schrieb in einer Retrospektive für AllMusic, Amos habe mit ihrem eindringlichen Solodebüt die Vorlage für die weibliche Singer/Songwriter-Bewegung der 1990er Jahre geschaffen und es sei ihr zugänglichstes Werk und auch das einflussreichste.
20 Jahre nach dem Erscheinen des Albums schrieb Priya Elan im NME, dass Amos Little Earthquakes nie übertreffen würde, dies aber auch nicht brauche – es sei ein monumentales, bekenntnishaftes Meisterwerk.
Sal Cinquemani schrieb im Jahr 2022 im Slant Magazine, dass das Album deutlich mache, dass Amos’ Talente mit dem Nachahmen von Chopin und Debussy in Konzertsälen entlang der Ostküste vergeudet worden wären, und selbst wenn sie im Laufe des folgenden Jahrzehnts nicht ständig die Grenzen ihres charakteristischen Instruments und der Mainstream-Musik selbst erweitert hätte, würde Little Earthquakes neben Nevermind als ein Album gelten, das die Pop-Rock-Landschaft neu gestaltet habe und dreißig Jahre später der Nachhall immer noch zu spüren sei.

## Graphic Novel
Zum Anlass des 30-jährigen Jubiläums des Albums erschien eine gleichnamige Graphic Novel. Sie besteht aus 24 Geschichten, die von den Liedern des Albums inspiriert sind. An dem Buch beteiligt sind Schriftsteller wie Neil Gaiman oder Margaret Atwood.

## Singles
Als Singles wurden Me And A Gun, Silent All These Years, Crucify und China (produziert von Stanley, Produzent von Songs From The Big Chair) veröffentlicht. Im Rahmen einer RAINN-Benefiz Veranstaltung erschien Silent All These Years im Jahre 1997 noch einmal.

## Titelliste
Alle Titel wurden von Tori Amos geschrieben.
1. Crucify – 5:00
2. Girl – 4:07
3. Silent All These Years – 4:11
4. Precious Things – 4:27
5. Winter – 5:42
6. Happy Phantom – 3:15
7. China – 5:00
8. Leather – 3:12
9. Mother – 6:59
10. Tear In Your Hand – 4:38
11. Me And A Gun – 3:44
12. Little Earthquakes – 6:52